# Eptalofosuchus viridi
Eptalofosuchus viridi — вид викопних крокодиломорфних (Crocodylomorpha) плазунів, викопні верхньокрейдові рештки яких знайдено на південному сході Бразилії.

## Опис
Вид описано на основі частково зубного ряду з деякими зубами.

## Поширення
Викопні рештки знайдено у формації Убераба на південному сході Бразилії.